# 8768 Барновл
8768 Барновл (8768 Barnowl) — астероїд головного поясу.
Тіссеранів параметр щодо Юпітера — 3,499.